# Voetafdrukken van Happisburgh
De voetafdrukken van Happisburgh zijn voetafdrukken van vroege mensen, waaronder kinderen, van bijna een miljoen jaar oud, die in mei 2013 werden ontdekt in Happisburgh aan de kust van Norfolk in Engeland. Happisburgh is de oudste site in Noord-Europa.
De zee had oude afzettingen van de riviermonding weggespoeld en de afdrukken konden worden gefotografeerd voor de zee ze helemaal wegspoelde. De voetafdrukken waren van een kleine familiegroep, die richting het zuiden trok. De ontdekking was onderdeel van een groter veldwerkproject bij Happisburgh.
'Tot 2010 werd gedacht dat Pakefield, 50 kilometer ten zuiden van Happisburgh, met 700.000 jaar de oudste prehistorische vindplaats van Noord-Europa was.'
De ontdekking van Happisburgh liet zien dat mensen in N-Europa bleven, wanneer het afkoelde en zich niet direct naar het zuiden terugtrokken.
In Atapuerca, Noord-Spanje, zijn botten en tanden gevonden van Homo antecessor. Het is waarschijnlijk deze menssoort die zijn stenen werktuigen en voetafdrukken in Happisburgh achterliet. Mannen van Atapuerca waren gemiddeld 1,73 m, vrouwen 1,68 m. Groot-Brittannië was toen een schiereiland van NW-Europa en de riviermondingen van East Anglia waren gemakkelijk voor hen bereikbaar.